# Čajová svíčka
Čajová svíčka je menší svíčka v kalíšku určená k použití v interiérech.

## Provedení
Kvalitní čajové svíčky jsou vyráběny z čištěného tvrdého parafínu bez přísad, s minimálním obsahem oleje. Při hoření produkují minimální množství sazí. Kalíšek bývá nejčastěji hliníkový, řidčeji z jiných kovů, skla či plastu.

## Použití
Pojmenování souvisí s původním účelem. Tím bylo udržování například teplého čaje v konvici na nahřívacím vařiči. Kromě původního účelu se používají také do svícnů, luceren, solných lamp, aromalamp ke svícení i ohřevu a odpařování tekutin (vonných olejů). Čajové svíčky jsou jednoznačně určeny do interiérů, ale používají se i v exteriéru, pro který určeny nejsou a většinou nemohou nahradit svíčky k tomu určené.

## Velikosti a doba hoření

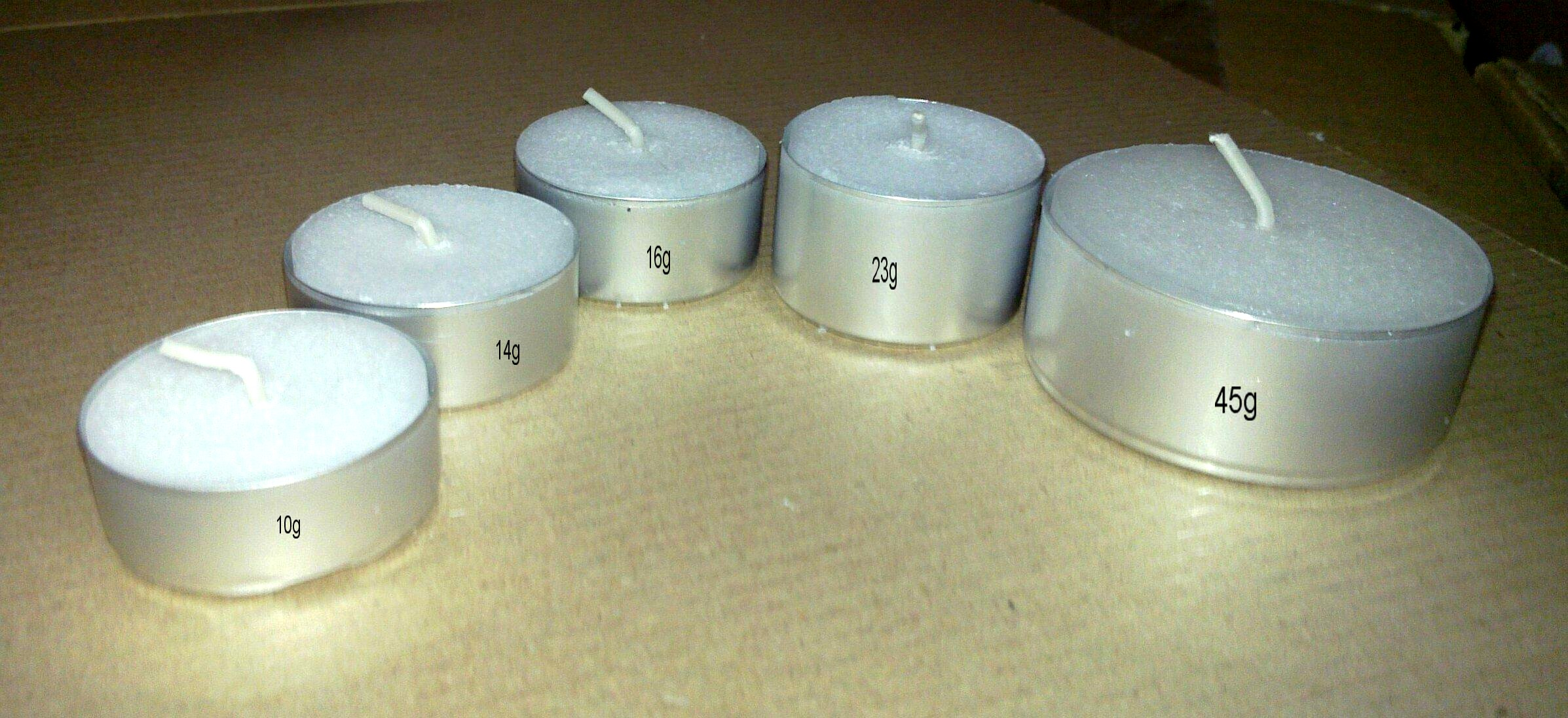
čajové svíčky lisované v hliníkovém kalíšku

V České republice jsou dostupné čajové svíčky těchto velikostí:[zdroj⁠?!]
| Šiřka (cm) | Výška (cm) | Gramáž | Doba hoření (h) |
| ---------- | ---------- | ------ | --------------- |
| 3,9        | 1,35       |        | 3,5–4           |
| 3,9        | 1,62       | 16 g   | 3,5–4,5         |
| 3,9        | 1,85       |        |                 |
| 3,9        | 2,15       | 22 g   | 6–8             |
| 5,9        | 2,35       |        | 9–10            |

Délka hoření při stejné gramáži závisí na tloušťce použitého knotu.
Vyrábějí se také jiné gramáže čajových svíček v rozmezí zhruba od 5 do 50 g.

## Varianty čajových svíček

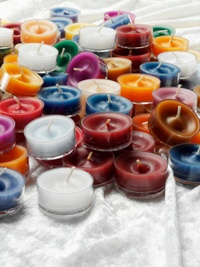
čajové svíčky barevné nalévané ve skleněném kalíšku

Konečné provedení svíčky přináší bezpočet variant barevného i tvarového ztvárnění těla svíčky v kalíšku, možnost aromatizace náplně i dalších parametrů, které přinášejí technologické možnosti jejich výroby.